# Selección de fútbol sala de Argelia
La Selección de fútbol sala de Argelia es el equipo que representa al país en la copa Mundial de fútbol sala de la FIFA, en el Campeonato Africano de Futsal y en otros torneos de la especialidad; y es controlado por la Federación Argelina de Fútbol.

## Estadísticas

### Copa Mundial de Futsal FIFA
| Copa Mundial de fútbol sala de la FIFA | Copa Mundial de fútbol sala de la FIFA | Copa Mundial de fútbol sala de la FIFA | Copa Mundial de fútbol sala de la FIFA | Copa Mundial de fútbol sala de la FIFA | Copa Mundial de fútbol sala de la FIFA | Copa Mundial de fútbol sala de la FIFA | Copa Mundial de fútbol sala de la FIFA |
| Año                                    | Ronda                                  | J                                      | G                                      | E                                      | P                                      | GF                                     | GC                                     |
| -------------------------------------- | -------------------------------------- | -------------------------------------- | -------------------------------------- | -------------------------------------- | -------------------------------------- | -------------------------------------- | -------------------------------------- |
| 1989                                   | Fase de grupos                         | 3                                      | 0                                      | 0                                      | 3                                      | 5                                      | 17                                     |
| 1992 - 2016                            | No participó                           | No participó                           | No participó                           | No participó                           | No participó                           | No participó                           | No participó                           |
| 2021                                   | No clasificó                           | No clasificó                           | No clasificó                           | No clasificó                           | No clasificó                           | No clasificó                           | No clasificó                           |
| 2024                                   | No clasificó                           | No clasificó                           | No clasificó                           | No clasificó                           | No clasificó                           | No clasificó                           | No clasificó                           |
| Total                                  | 1/9                                    | 3                                      | 0                                      | 0                                      | 3                                      | 5                                      | 17                                     |

### Campeonato Africano de Futsal
| Campeonato Africano de Futsal | Campeonato Africano de Futsal | Campeonato Africano de Futsal | Campeonato Africano de Futsal | Campeonato Africano de Futsal | Campeonato Africano de Futsal | Campeonato Africano de Futsal | Campeonato Africano de Futsal |
| Año                           | Ronda                         | J                             | G                             | E                             | P                             | GF                            | GC                            |
| ----------------------------- | ----------------------------- | ----------------------------- | ----------------------------- | ----------------------------- | ----------------------------- | ----------------------------- | ----------------------------- |
| 1996 - 2016                   | No participó                  | No participó                  | No participó                  | No participó                  | No participó                  | No participó                  | No participó                  |
| 2020                          | No clasificó                  | No clasificó                  | No clasificó                  | No clasificó                  | No clasificó                  | No clasificó                  | No clasificó                  |
| Total                         | 0/6                           | 7                             | 1                             | 1                             | 5                             | 36                            | 50                            |

### Copa Árabe de Futsal
| Copa Árabe de Futsal | Copa Árabe de Futsal | Copa Árabe de Futsal | Copa Árabe de Futsal | Copa Árabe de Futsal | Copa Árabe de Futsal | Copa Árabe de Futsal | Copa Árabe de Futsal |
| Año                  | Ronda                | J                    | G                    | E                    | P                    | GF                   | GC                   |
| -------------------- | -------------------- | -------------------- | -------------------- | -------------------- | -------------------- | -------------------- | -------------------- |
| 1998                 | Fase de grupos       | 3                    | 0                    | 0                    | 3                    | 12                   | 32                   |
| 2005                 | Fase de grupos       | 3                    | 0                    | 0                    | 3                    | 6                    | 14                   |
| 2007                 | Quinto lugar         | 5                    | 1                    | 1                    | 3                    | 11                   | 17                   |
| 2008                 | Fase de grupos       | 4                    | 1                    | 0                    | 3                    | 20                   | 25                   |
| 2021                 | No participó         | No participó         | No participó         | No participó         | No participó         | No participó         | No participó         |
| 2022                 | Fase de grupos       | 2                    | 0                    | 0                    | 2                    | 2                    | 5                    |
| Total                | 5/6                  | 17                   | 2                    | 1                    | 14                   | 51                   | 91                   |

### Torneo de Futsal de África del Norte
| North African Futsal Cup Record | North African Futsal Cup Record | North African Futsal Cup Record | North African Futsal Cup Record | North African Futsal Cup Record | North African Futsal Cup Record | North African Futsal Cup Record | North African Futsal Cup Record |
| Año                             | Ronda                           | J                               | G                               | E                               | P                               | GF                              | GC                              |
| ------------------------------- | ------------------------------- | ------------------------------- | ------------------------------- | ------------------------------- | ------------------------------- | ------------------------------- | ------------------------------- |
| 2005                            | No participó                    | No participó                    | No participó                    | No participó                    | No participó                    | No participó                    | No participó                    |
| 2009                            | Abandonó el torneo              | Abandonó el torneo              | Abandonó el torneo              | Abandonó el torneo              | Abandonó el torneo              | Abandonó el torneo              | Abandonó el torneo              |
| 2010                            | 5º Lugar                        | 4                               | 0                               | 0                               | 4                               | 5                               | 34                              |
| Total                           | 1/3                             | 4                               | 0                               | 0                               | 4                               | 5                               | 34                              |